# Вотто
Вотто (англ. Watto) — персонаж всесвіту «Зоряних війн». Зовні являє собою літаючу істоту блакитного кольору, злегка схожу на муху і прикрашену носом тапіра. Вотто - лахмітник, власник крамниці мотлоху в Мос-Ейслі на Татуїні, жадібний торговець та ділець, азартний гравець і шахрай, що не гидує використовувати працю рабів, але, незважаючи на такі риси характеру, в цілому не є ні хорошим, ні поганим персонажем.

## Біографія
У молодості Вотто був покликаний в армію Конфедерації Оссікі, солдати якої за допомогою  хімічної зброї отруювали харчові запаси конфедерацій-суперниць. Посуха скінчилася, а разом з нею і війна, а у Вотто на пам'ять про війну залишилися кульгаюча нога і зламане ліве ікло. Згодом тойдаріанец поселився на Татуїні, де здружився з кланами джав, вивчив таємниці сірої економіки і оволодів деякими технологіями торгівлі. Як і джави, Вотто волів вести справи з чужинцями, а не з населенням Мос-Ейслі, оскільки чужинців було легше обдурити. Фінансів Вотто практично не мав - він був майже патологічно скупий. Основне його багатство складали речі, що підкреслювали статус, - наприклад, насилу здобуті раби Енакін і Шмі Скайвокер. З'ясувавши, що Енакін не тільки талановитий механік, але і хороший гонщик, Вотто дозволив йому брати участь в гонках, але поставив проти нього. Внаслідок нищівної поразки на гонках він віддав  Квай-Гон Джинну не тільки потрібний йому гіпердрайв-двигун, але і Енакіна. Через кілька років тойдаріанец погодився продати і Шмі Скайвокер Кліггу Ларсу. Подальша доля невідома, але по неканонічному коміксу Star Wars: Visionaries reveals був убитий Дартом Молом.